# Creu de Cervera (Castellfollit)
La Creu de Cervera és una creu de terme del municipi de Castellfollit de Riubregós (Anoia) inclosa en l'Inventari del Patrimoni Arquitectònic de Catalunya.

## Descripció
La creu és de tipologia llatina amb els braços amb expansions tetralobulades i acabats amb perfil triangular configurat pels elements decoratius vegetals. Una fronda de motius vegetals en ressegueix el perfil. Al centre de la creuera de l'anvers hi ha Crist crucificat. Té una magolla octogonal amb les cares separades per pilarets i pinacles, elements que simulen formes pròpies de l'arquitectura gòtica. En les cares s'hi observen relleus representant figuretes sota dosserets, probablement de sants i evangelistes, i emblemes heràldics.

## Història
Antigament estava ubicada a la bifurcació del camí de Cervera cap a Rubions i la font del Coure. Després es va traslladar a la Plaça del Castell, on encara hi ha la socalada i el braç que la sustentaven. Actualment, però, el cos de la creu es troba dipositada a l'Ajuntament de Castellfollit.